# 前道工序
（FEOL）是IC制造的第一部分，其中各个元件（晶体管、电容器、电阻器等）在半导体中进行图案化。 FEOL通常涵盖（但不包括）金属互连层沉积之前的所有内容。

BEOL （金属化层）和FEOL （器件）。

CMOS制造工艺

对于CMOS工艺，FEOL包含形成隔离CMOS元件所需的所有制造步骤： 
1. 选择要使用的晶圆类型；晶圆的化学机械平坦化和清洁。
2. 浅沟槽隔离(STI)（或早期工艺中的矽局部氧化（英语：LOCOS） ，特征尺寸>0.25 μm）
3. 井區形成（Well formation）
4. 栅极模块形成
5. 源极和漏极模块形成

## 相关
- 后道工序
- 集成电路